# ジョセフ・ペネル
ジョセフ・ペネル（Joseph Pennell、1857年7月4日 - 1926年4月23日）はアメリカ合衆国の版画家、イラストレーター、著作家である。

## 略歴
フィラデルフィアで生まれた。働きながらペンシルベニア工芸学校(Pennsylvania School of Industrial Art)の夜間コースで学び、1879年にペンシルベニア美術アカデミーに入学した。仲間の学生にはトマス・アンシュッツやA・B・フロスト、ヘンリー・ベインブリッジ・マッカーターらがいた。アカデミーの教師、トマス・エイキンズに怒りをおぼえる出来事があって、アカデミーを止めた。イラストレーションや版画に興味を持ち、製作するようになった。この頃、後にアメリカの歴史を題材に描いた画家、ジーン・レオン・ジェローム・フェリス(1863-1930)とも友人になった。
1880年に、スタジオを開き、商業美術の仕事を始め、7人の版画家とフィラデルフィア版画協会(Philadelphia Society of Etchers)を設立した。有名なニューヨークの画商に注目され、エージェントの契約を結んだ。
1881年に、雑誌『アトランティック・マンスリー』の挿絵の注文を受け、記事の執筆者のフィラデルフィア生まれの伝記作家のエリザベス・ロビンズ(Elizabeth Robins:1855-1936)と知り合った。1883年に作家、ウィリアム・ディーン・ハウエルズが『アトランティック・マンスリー』に連載した記事の挿絵を描くために、イタリアに旅した。1884年にエリザベス・ロビンズと結婚し、夫婦でヨーロッパを旅した。このヨーロッパ旅行で、エリザベスが文章を書き、ジョセフが挿絵を描いて、いくつかの記事が雑誌に掲載された。パリで有名な画家、ジェームズ・マクニール・ホイッスラー(1834-1903)と知り合い、親しい友人となり1908年にペネル夫妻の共著でホイッスラーの伝記「The Life of James McNeill Whistle」が出版されることになった。
ロンドンを拠点にし、夫妻で、多くの旅をして、ジョセフ・ペネルは数多くの版画作品を製作した。1885年にイギリスのエッチング画家・版画家協会（Society of Painter-Etchers and Engravers）の展覧会に出展した。
1912年に建設中のパナマ運河を訪れ、文章も自ら書いた、著作「Joseph Pennell's pictures of the Panama Canal」を出版した。
1917年にぺネル夫妻は、アメリアに居を移し、ニューヨークの摩天楼を描き、ニューヨークに住み、アート・スチューデンツ・リーグ・オブ・ニューヨークで教えた。影響を与えた芸術家には、Levon West(1900–1968)、Emma Lillian Brock(1886-1974)、Mary Huntoon(1896-1970)、Frances Farrand Dodge (1878-1969)、Howard Cook(1901–1980)、Eugène Camille Fitsch(1892-1972)がいる。

## 作品

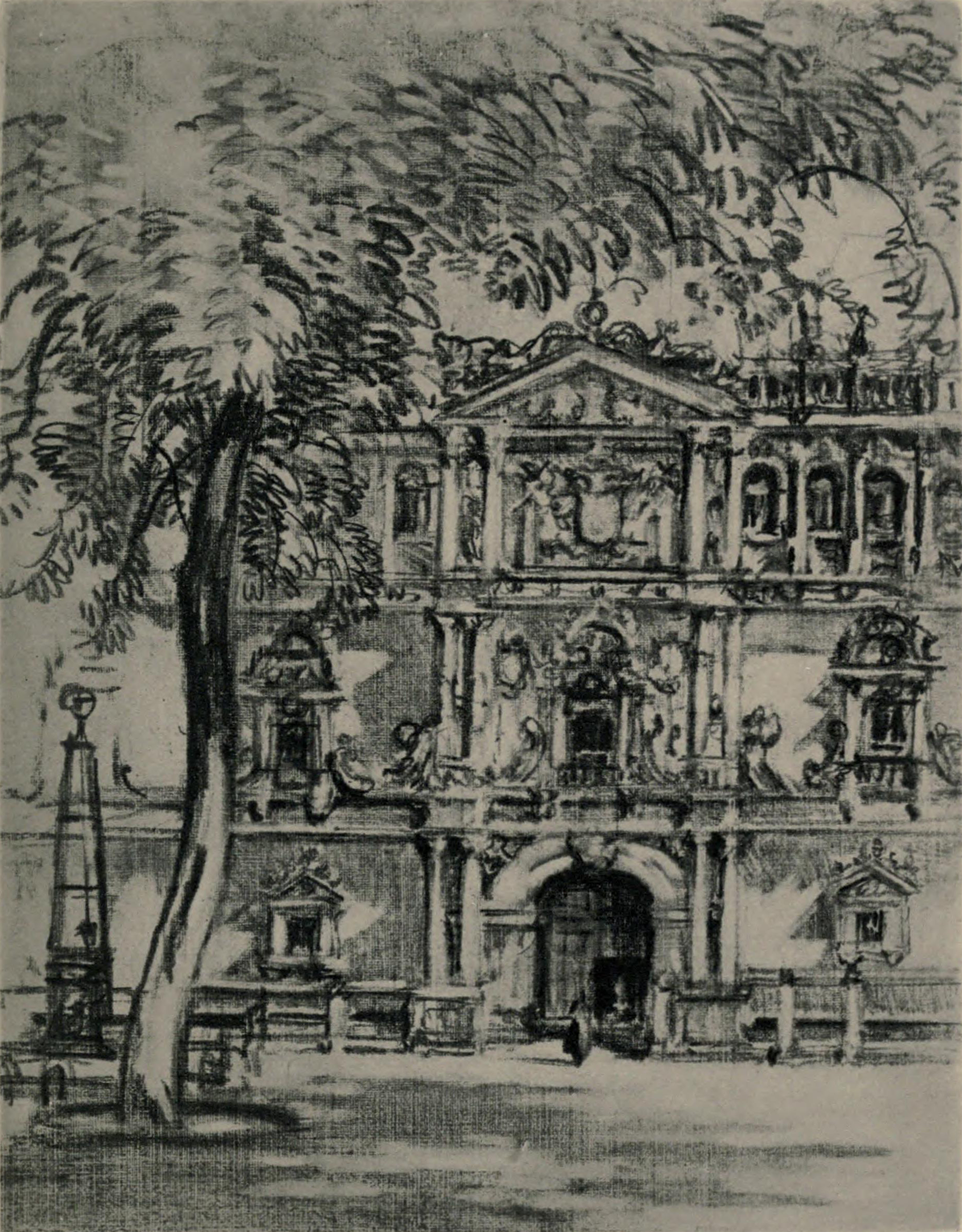
アルカラ大学 (1903)
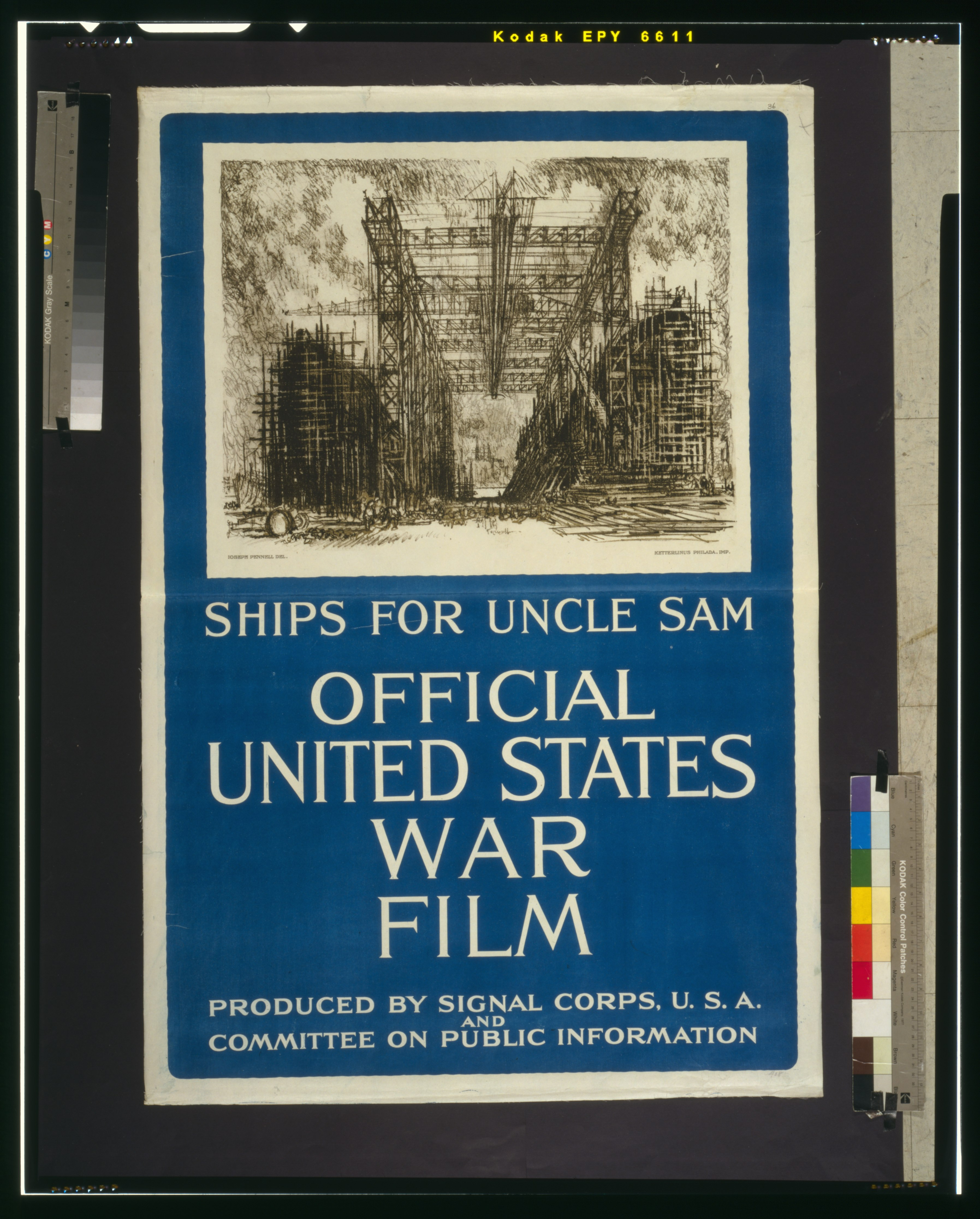
映画ポスター
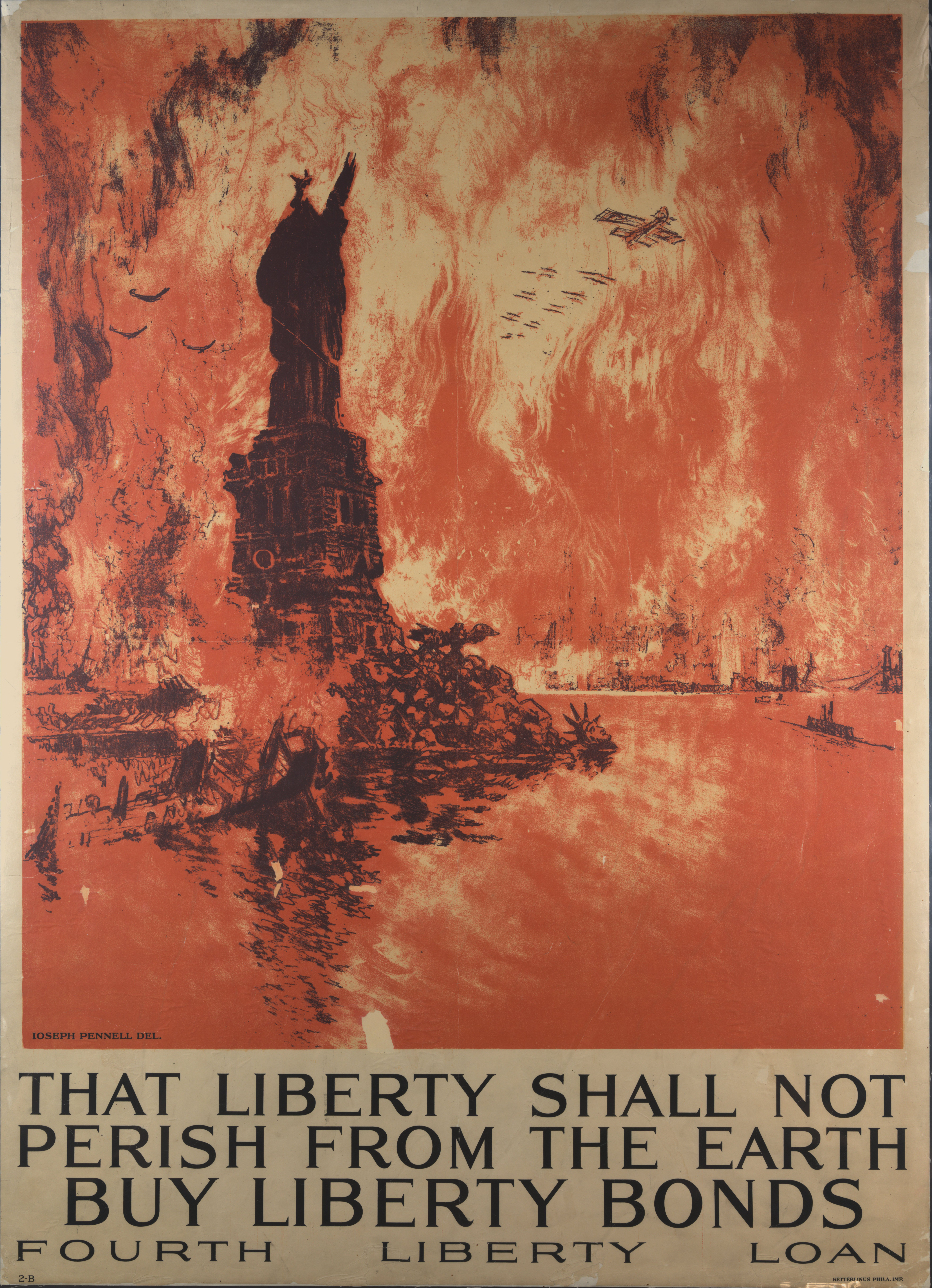
自由公債募集のポスター(1918)
ニューヨークの摩天楼(1905)

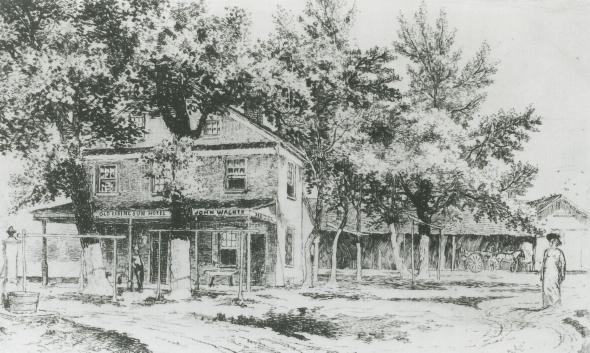
(1880)
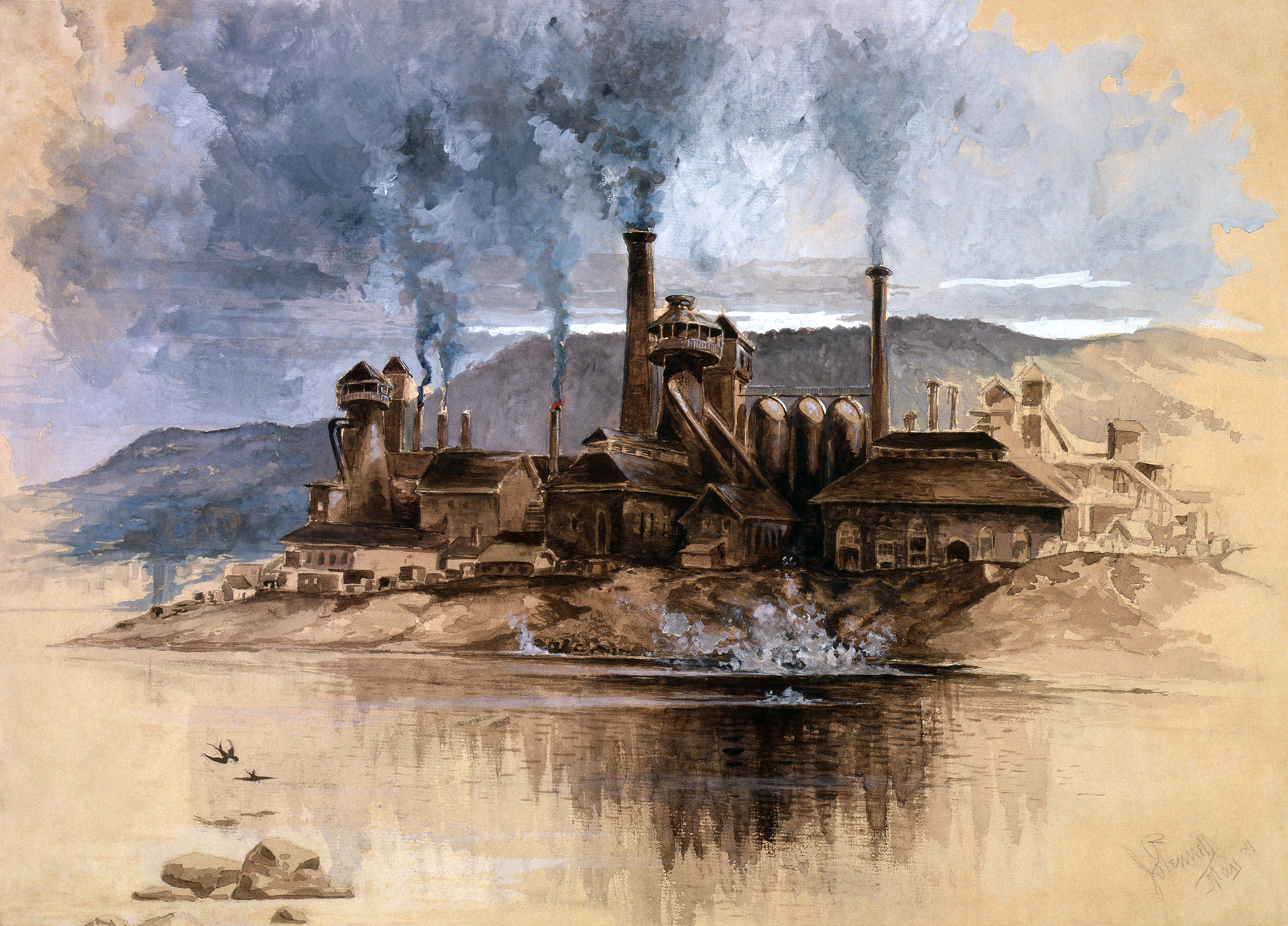
製鉄工場 (1881)
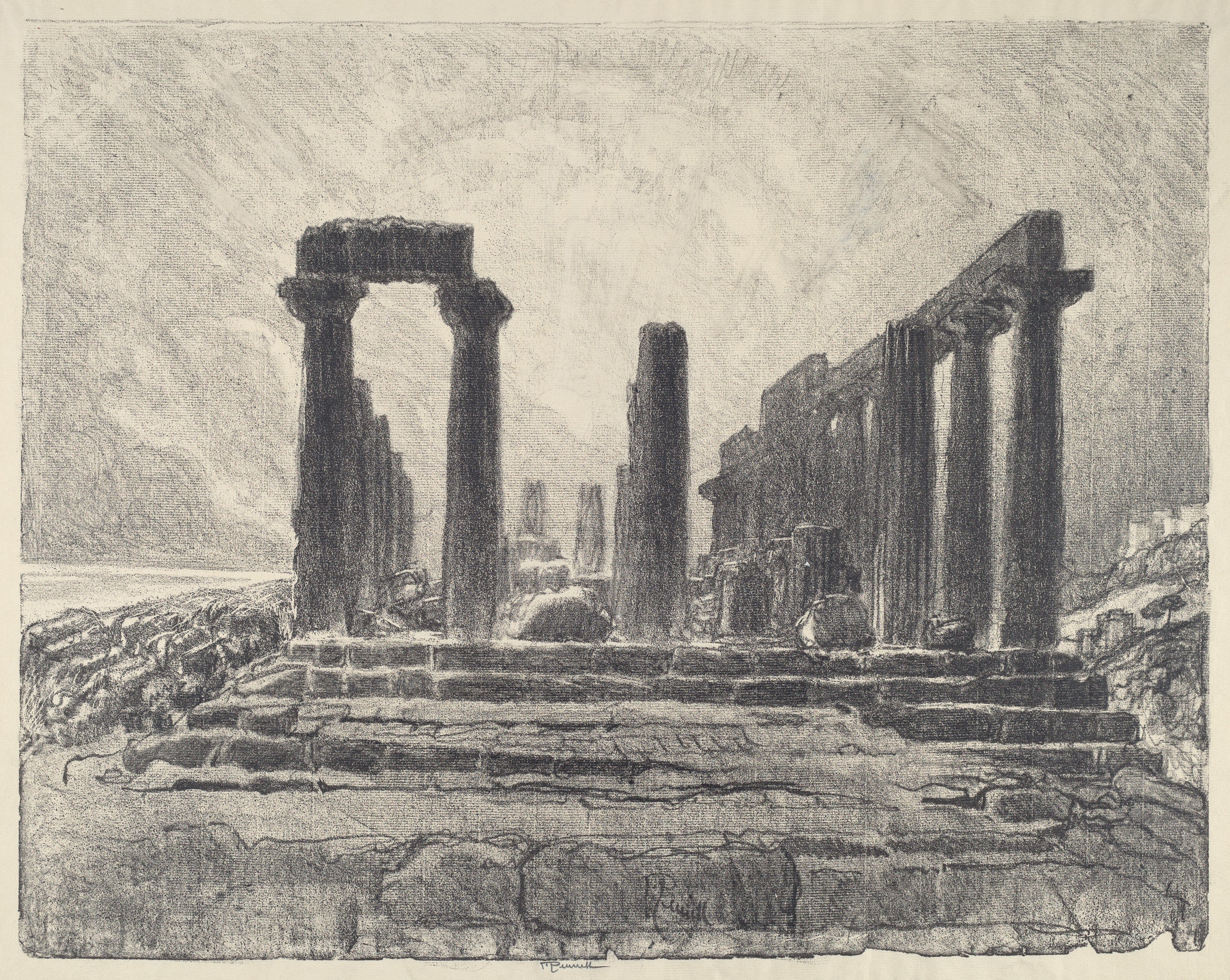
ローマ、ユーノー神殿 (1913)